# Association France États-Unis
L'Association France États-Unis, association loi de 1901, a pour objectif de contribuer sous l'angle culturel à une meilleure connaissance et une plus grande compréhension réciproque entre les peuples des deux pays que sont la France et les États-Unis d'Amérique.  

## Historique
L'association France États-Unis est fondée en 1945 sous les auspices du ministère français des Affaires Étrangères et de l'Ambassade des États-Unis en France.

## Missions
L'association se consacre au renforcement des liens entre la France et les États-Unis, au moyen de conférences, de débats, d'échanges universitaires et de manifestations culturelles. 
Elle ouvre le dialogue en organisant chaque mois des réunions où sont abordés des sujets variés mettant l'accent sur les rapports humains dans une ambiance conviviale. Elle favorise la rencontre vers une autre culture, une autre histoire, un autre patrimoine : les États-Unis d'Amérique.  L'association France États-Unis informe ainsi les français sur les États-Unis tout comme les Américains sur la France par :
- ses activités culturelles (conférences, débats, concerts, projections cinématographiques, cercles d'études, réunions de jeunes, tribunes libres, échanges universitaires, cours d'anglais et tous moyens appropriés),
- son journal national consacré à la fois aux relations franco-américaines et aux activités de ses comités de province au travers d'une parution régulière depuis 1947,
- et la célébration des grandes fêtes américaines comme Thanksgiving et Independence Day.

## Organisation
L'association nationale, administrée par un bureau national, fédère en 2018 près de 25 associations locales "France États-Unis", regroupant plus de 3500 adhérents.  Ses membres représentent toutes les catégories de la population, grâce en particulier à une politique de cotisations modérées. Elle est indépendante et apolitique, ses ressources provenant principalement des cotisations de ses membres. Ses activités sont organisées par des bénévoles.  Un comité d'honneur, composé de membres œuvrant dans la relation franco-américaine au sens large, participe également au rayonnement de l'association nationale.  Le siège national est actuellement situé au 34 avenue de New York, 75016 Paris et administre un site internet national (http://www.france-etatsunis.org ou http://www.franceusa.org) où il est possible de trouver les coordonnées de tous les comités de province tout comme ses archives numérisées.  Le siège national organise tous les ans un congrès national ouvert à tous les membres et sympathisants de l'amitié franco-américaine. Au cours d'une demi-journée, plusieurs conférences sont proposées sur une thématique nationale qui change tous les ans.  Les anciens présidents nationaux sont  Robert Geffroy (1945-1948)  Paul Claudel (1948-1955)  André Maurois (1955-1967)  Thierry Maulnier (1967-1988)  Maurice Couve de Murville (1988)  Cyrille Makinsky (1988-1991)  Midhat Gazalé (1991-1994)  Jacques Kosciusko-Morizet (1994)  Jacques Maisonrouge (1994-2000)  Michel Besson (2000-2015)  Jérôme Danard (2015-…)  À ce jour, l'association France États-Unis nationale est présidée par Jérôme Danard qui est le 1er président national à être aussi président d'une association locale, à savoir le comité de Loir-et-Cher basée à Blois.